# Bitwa o Alamo
Obrona Alamo (ang. Battle of the Alamo, hiszp. Batalla de El Álamo) – starcie zbrojne, które miało miejsce pomiędzy około 3-tysięcznym wojskiem Republiki Meksyku i nielicznymi zbuntowanymi siłami teksańskimi (włączając tak zwanych Tejanos) podczas długiej walki o niepodległość Teksasu (rewolucji teksańskiej), która rozpoczęła się w październiku 1835.
Stan Teksas znajdował się wtedy w granicach Meksyku. Wcześniej była to ziemia skolonizowana przez Hiszpanów, a w 1821 rząd Meksyku przyznał Stephenowi Austinowi prawo sprowadzenia do tego kraju osadników amerykańskich. Już niebawem zaczęli oni dążyć do uniezależnienia się od Meksyku, co doprowadziło do wybuchu krwawego powstania w latach 1835–1836.
Bitwa o Alamo była jednym z najbardziej dramatycznych epizodów tego powstania. Do bitwy doszło na terenie kompleksu budynków Misji Alamo w San Antonio (wówczas San Antonio de Béxar), na przełomie lutego i marca 1836. Rozpoczęła się 23 lutego, a zakończyła 6 marca, kiedy Meksykanom udało się dokonać wyłomu w murach misji. Śmierć ponieśli prawie wszyscy obrońcy (załoga Alamo liczyła około 200 ludzi), oprócz kilku niewolników, kobiet i dzieci. Pomimo strat, 13-dniowa obrona kompleksu powstrzymała na pewien czas pochód sił meksykańskich pod wodzą generała Santa Anny, a Samuelowi Houstonowi pozwoliła na zebranie wojsk i zaopatrzenia oraz przeprowadzenie udanego kontruderzenia w późniejszej bitwie pod San Jacinto. Symbolem uznania dla bohaterstwa obrońców misji było powstałe niemal natychmiast po tych wydarzeniach, zawołanie „Pamiętajcie o Alamo!” (ang. Remember the Alamo!)
Bezpośrednim rezultatem tych wydarzeń było zwycięstwo rewolucjonistów; Santa Anna musiał zrzec się pretensji do Teksasu. Proklamowano niepodległą Republikę Teksasu, którą uznały Stany Zjednoczone. Państwo to istniało prawie 10 lat, po czym zostało przyjęte do Unii jako jej 28. stan.

## Galeria

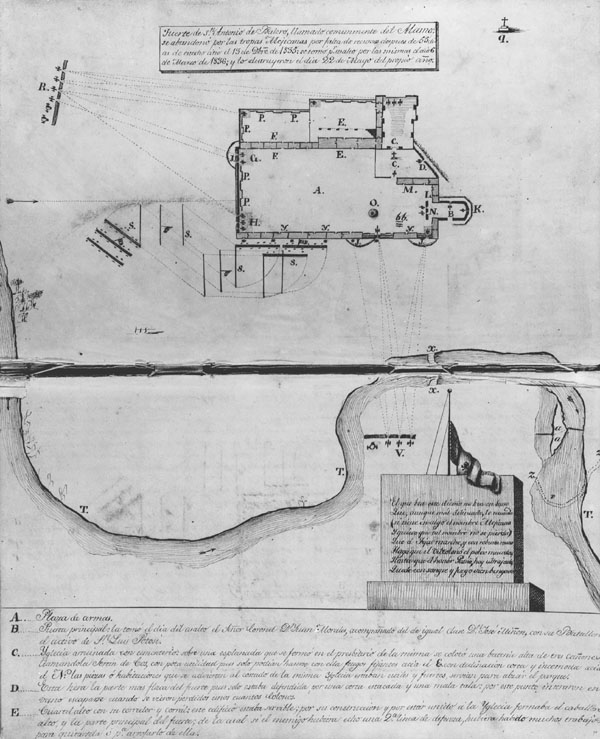
Plan misji Alamo
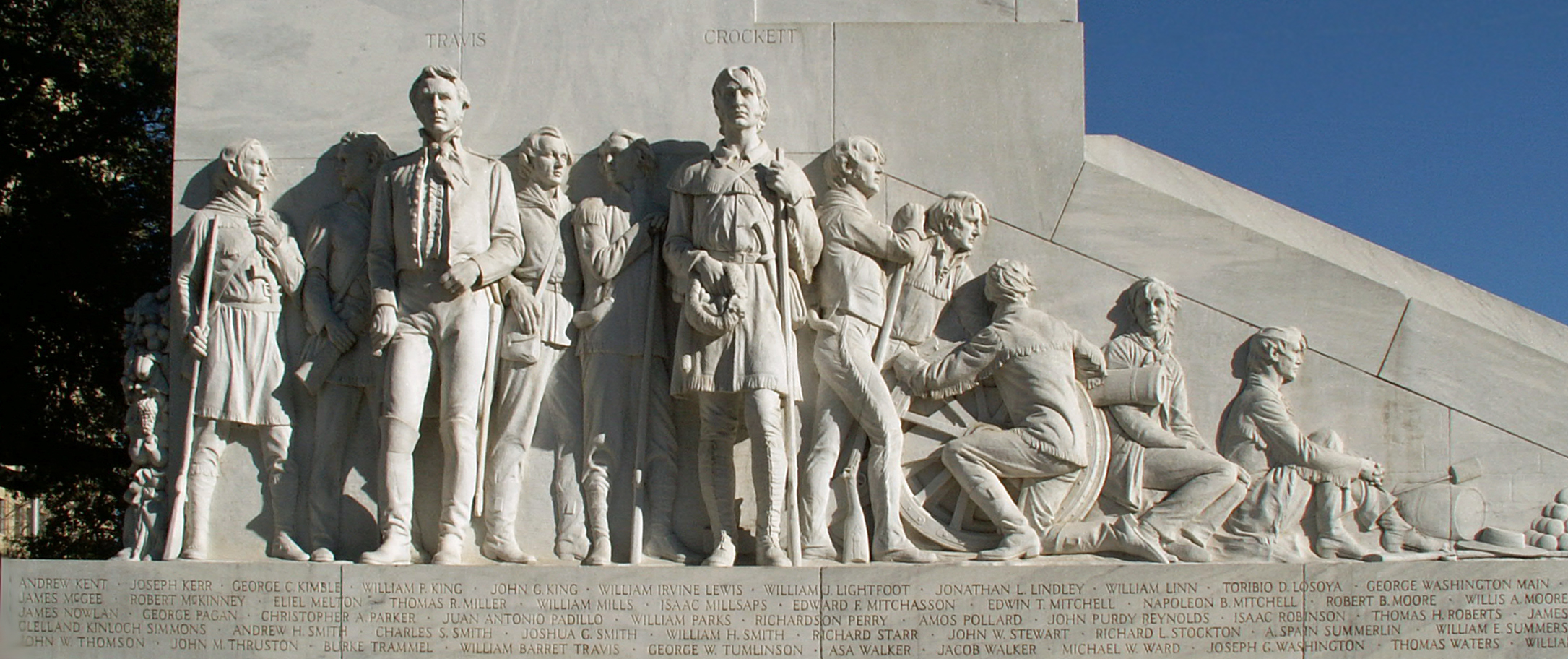
Cenotaf obrońców Alamo – fragment
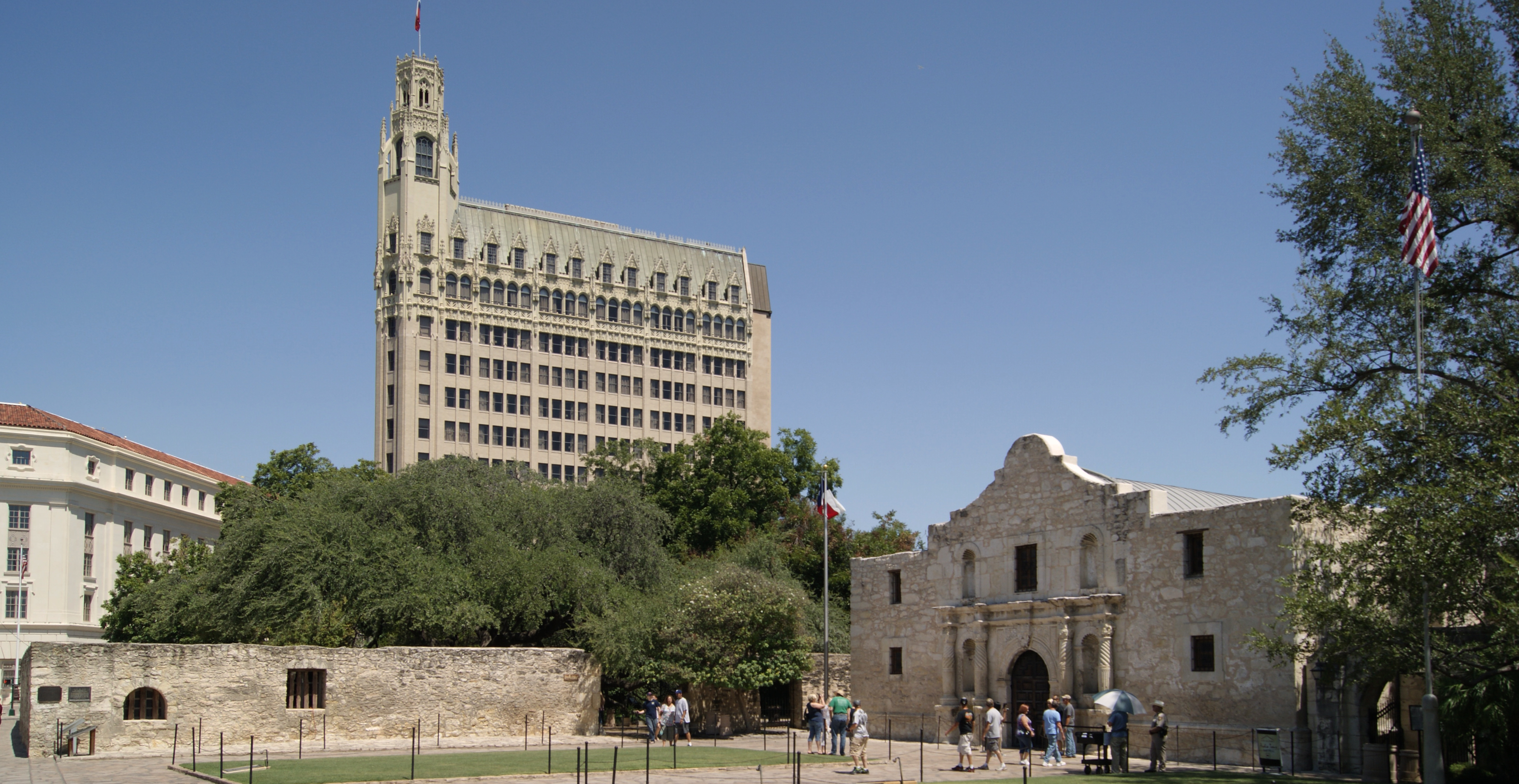
Misja Alamo – kaplica i koszary – stan obecny
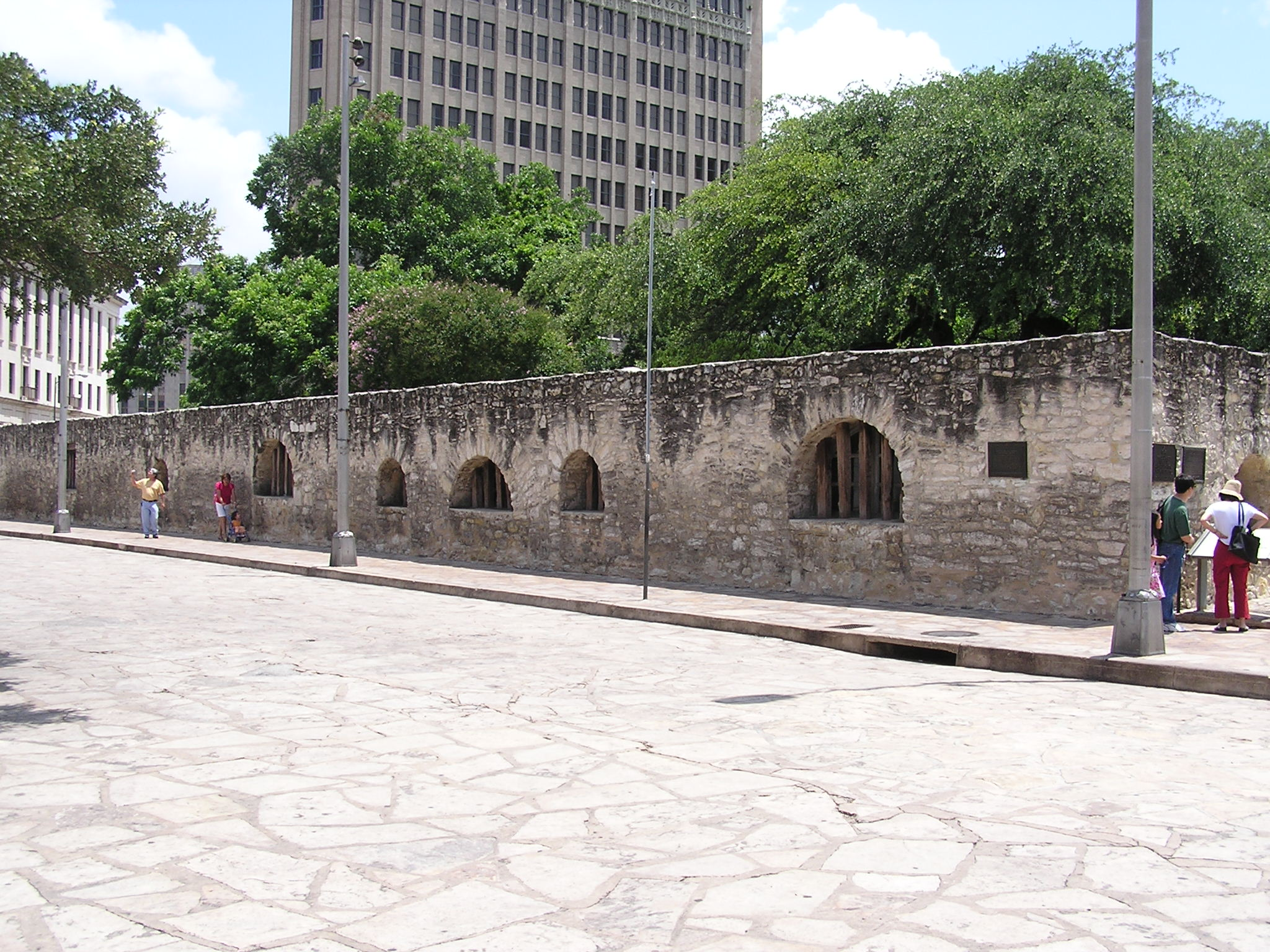
Pozostałości murów misji Alamo, w centrum San Antonio (stan obecny)

## W kulturze
Dzieje obrony fortu Alamo stały się później kanwą kilku filmów, na przykład:
- Alamo (1960), w reżyserii Johna Wayne’a (który odtwarzał również postać Davida Crocketta),
- Alamo (2004), w reżyserii Johna Lee Hancocka.